# Skotten i Sandarne
Skotten i Sandarne är en svensk TV-film från 1973, visad i TV 1 maj 1973. Den repriserades även 1981. Filmen är en dramadokumentär av Olle Häger, Hans Villius och Carl Torell. Den skildrar den fyra dagar långa rättegång som följde i Söderhamn efter sammandrabbningar kring en strejk vid en sulfatfabrik i Sandarne 1932. Filmen växlar mellan autentiska bilder och film och återskapade rättegångsscener.

## Rollista
- Lars Göran Carlson - Rudling, advokat
- Axel Düberg - Forsman
- Curt Ericson - Falk, konstapel
- Leif Forstenberg - Larsson, överkonstapel
- Åke Fridell - Thunborg
- Björn Gedda - åklagaren
- Fred Gunnarsson - Engcrantz
- Rune Hallberg - tjänsteman
- Hugo Hasslo - domaren
- Stig Johanson - Hedegren
- Gustav Kling - Lundberg
- Mårten Larsson - Sandström, bisittare
- Lars Göran "Lakke" Magnusson - Eklund, konstapel
- Ann Sofi Nilsson - Hildur Jonsson
- Per Sandborgh - Ström
- Kåre Santesson - Set Persson
- Göran Wistedt - Hansson